# Realtek
Realtek Semiconductor Corp. (кит.: 瑞昱半導體股份有限公司; піньїнь: Ruìyù Bàndǎotǐ Gǔfèn Yǒuxiàn Gōngsī) — компанія з виробництва напівпровідників безфабричних пристроїв, розташована в Науковому парку Сіньчжу, Сіньчжу, Тайвань. Realtek було засновано в жовтні 1987 року, а згодом у 1998 році зареєстровано на Тайванській фондовій біржі. Наразі Realtek виробляє та продає різноманітні мікросхеми по всьому світу, а лінійки її продуктів загалом поділяються на три категорії: мікросхеми комунікаційних мереж, мікросхеми комп'ютерної периферії та мультимедійні мікросхеми. Станом на 2019 рік у Realtek працює 5000 людей, з яких 78 % працюють у сфері досліджень і розробок.

## Історія

### Avance Logic

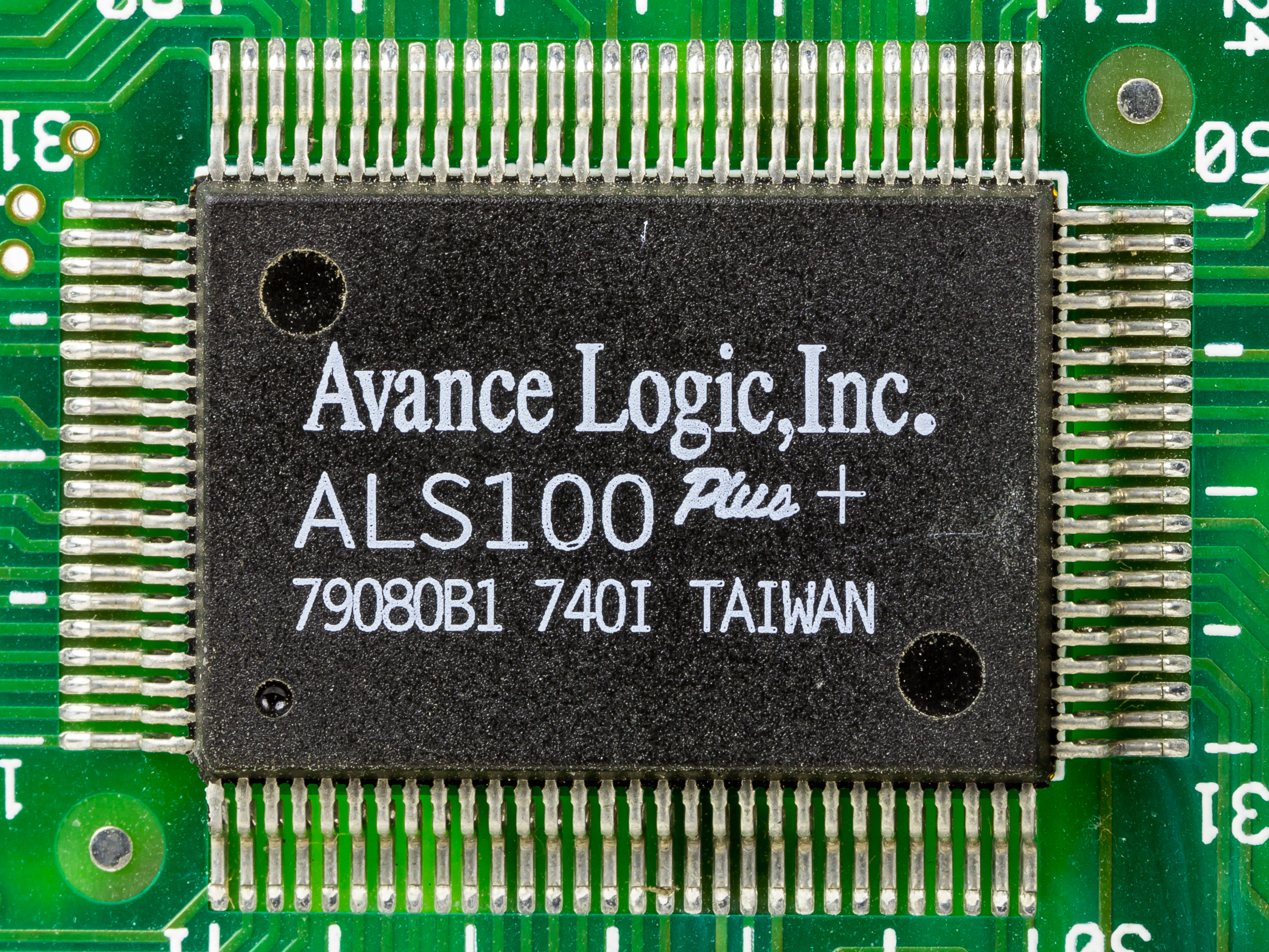
Аудіочіп ALS 100

Компанія Avance Logic, Inc. була виробником апаратного забезпечення, заснована в 1991 році у Фрімонті, Каліфорнія, а донедавна мала штаб-квартиру в Сан-Хосе, Каліфорнія. Avance Logic зосереджувалася, зокрема, на розробці недорогих високоінтегрованих електронних компонентів для OEM-виробників і була активною у сферах 2D-графіки та аудіо. У середині 1990-х років був розроблений 3D-прискорювач, але він не отримав широкого поширення. Avance Logic була придбана Realtek ще в 1995 році і була незалежною дочірньою компанією до кінця 2002 року, коли компанія була інтегрована в Realtek. Мікросхеми звукогенераторів Realtek засновані на технології Avance Logic, яку також можна розпізнати за префіксами «ALG» (Avance Logic Graphics) і «ALS» (Avance Logic Sound).

## Товари
Комунікаційні мережеві мікросхеми, які виробляє та продає Realtek, включають: контролери мережевого інтерфейсу (як традиційні контролери 10/100M, так і розширені гігабітні Ethernet- контролери), контролери фізичного рівня, контролери мережевих комутаторів, контролери шлюзів, мікросхеми бездротової локальної мережі, а також контролери ADSL маршрутизаторів. Зокрема, контролери серії RTL8139 10/100M Fast Ethernet досягли свого розквіту наприкінці 1990-х років і продовжували займати значну та, зрештою, переважну частку на світовому ринку в наступні роки. Ці пристрої, класифіковані як комп'ютерні периферійні IC-продукти Realtek, складаються з традиційних аудіо-кодеків AC'97, аудіо-кодеків високої чіткості, контролерів карток пам'яті, тактових генераторів та IEEE 1394 IC. Мультимедійні IC-товари включають контролери РК-моніторів, контролери РК-телевізорів і цифрові медіа-процесори.

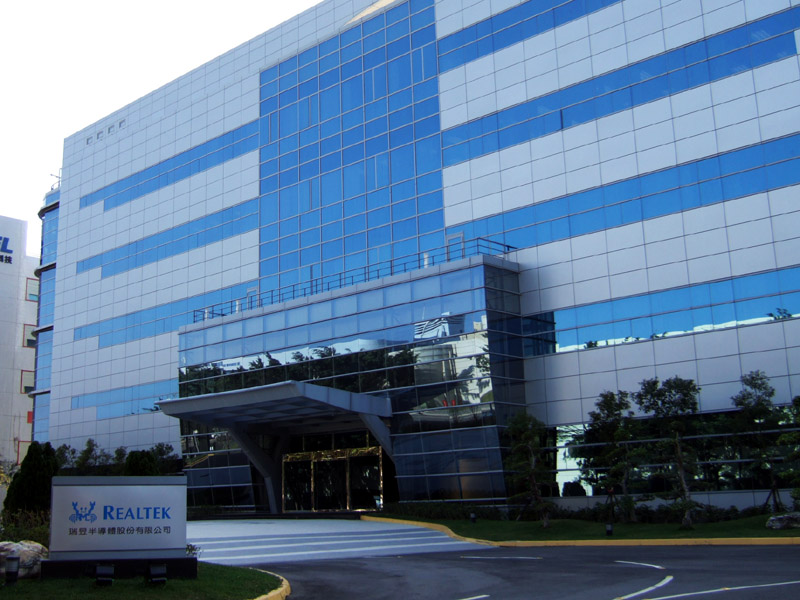
Штаб-квартира Realtek у науковому парку Сіньчжу

### Підтримка драйверів
Сторінка завантажень Realtek містить драйвери для різних операційних систем, залежно від набору мікросхем, зокрема для Windows, Mac і Linux.

### Відомі продукти

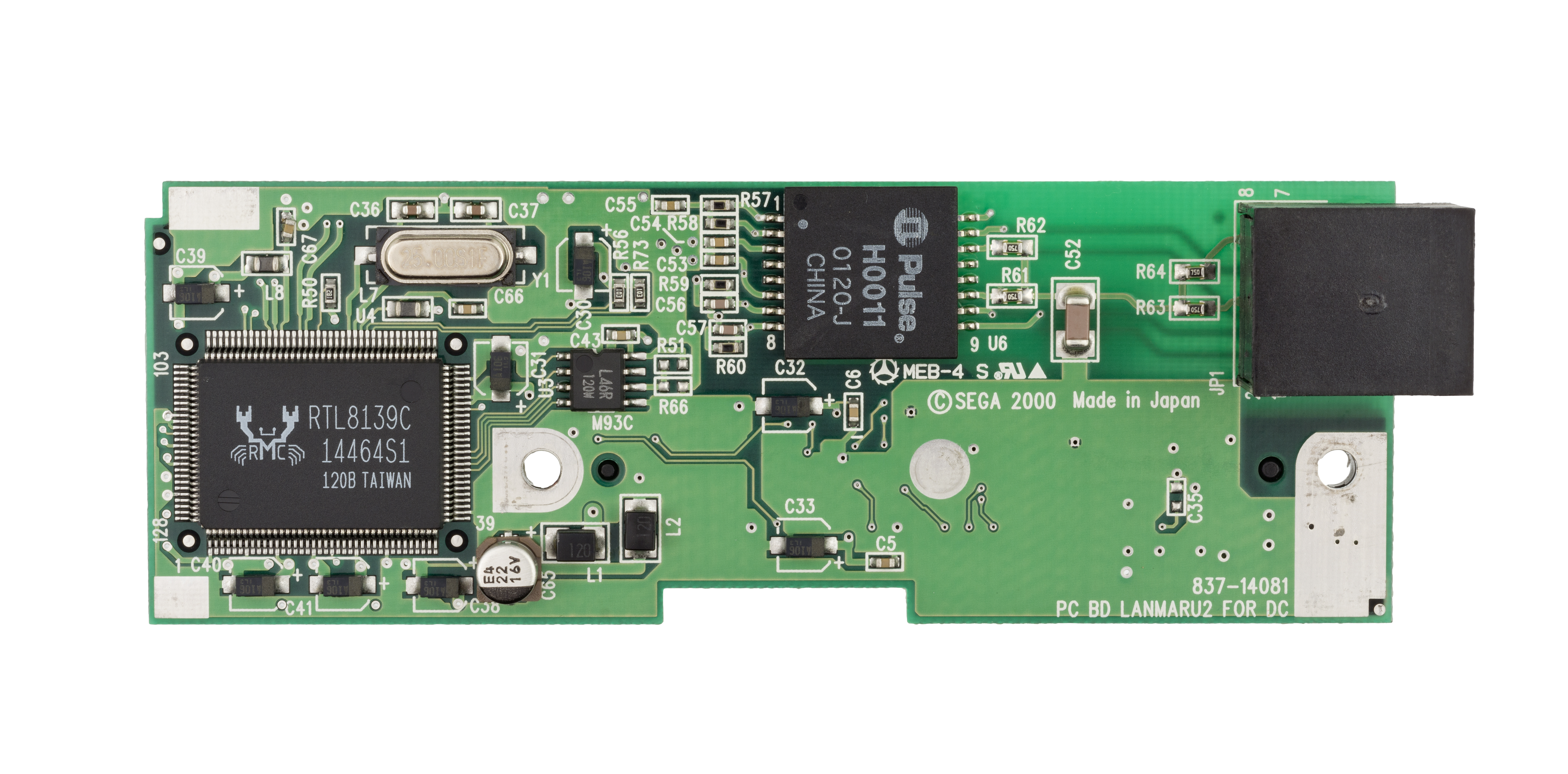
Мікросхема RTL8139C на широкосмуговому адаптері для ігрової консолі Sega Dreamcast

Відомі продукти Realtek включають контролери 10/100M Ethernet (з глобальною часткою ринку 70 % станом на 2003 рік) і аудіо-кодеки (AC'97 і Intel HD Audio), де Realtek мав 50 % частки ринку в 2003 році і 60 % частки ринку в 2004 році, головним чином зосереджуючись на інтегрованому OEM-сегменті бортового аудіо. Станом на  2013 рік кодек HD Audio ALC892 і мікросхема Gigabit Ethernet RTL8111 стали фаворитами OEM, пропонуючи низькі ціни та базові набори функцій. На Тайвані мережеві карти на основі RTL8139 називають «крабовими картами», натякаючи на крабовий вигляд логотипу Realtek.

### Чіпсети для HD медіаплеєрів і рекордерів

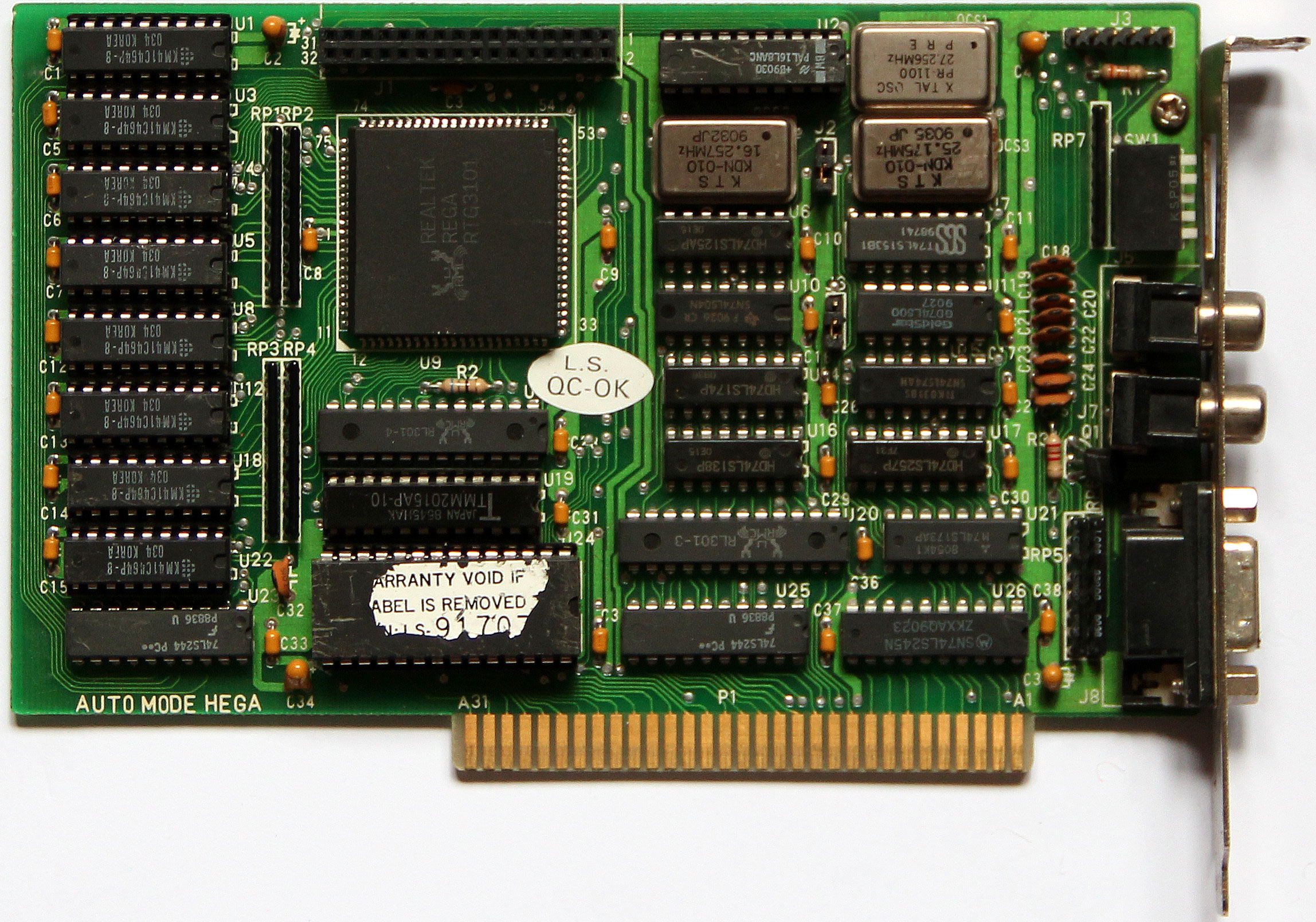
Відеокарта EGA з Realtek RTG3101

Зростання популярності HD медіаплеєрів у 2009 році призвело до виходу Realtek на цей ринок. Перша серія моделі 1xx3 продавалась за нижчою ціною, ніж чіпсети аналогічної якості конкурентів Realtek (головними конкурентами були Sigma Media Players).
Realtek випустила три основні версії Realtek 1xx3 і кілька незначних варіацій. Три основні версії чіпсетів 1xx3 (1073, 1183 і 1283) мали однаковий чіп з точки зору підтримки формату та продуктивності, єдиною відмінністю була додана можливість запису аудіо/відео джерел у 1283. Підтримка HD-аудіо в 1xx3 була покращена протягом терміну експлуатації чіпсета за допомогою кількох версій. Обидві версії чіпсета DD і CC додали повну підтримку 7.1 HD-аудіо.
Усі плеєри 1073 побудовані на спільному SDK (прошивка + ОС), наданому Realtek. Це означало, що всі вони були схожі за продуктивністю та інтерфейсом. Це також означало, що виробникам було дуже легко випускати ці плеєри, бо все, що їм потрібно було зробити — це створити апаратне забезпечення, а Realtek надавала програмне забезпечення.
Ключовими плеєрами епохи Realtek 1073 були оригінальний Xtreamer, Asus O! PlayHD, ACRyan PlayOn і Mede8er MED500X. Виробники випустили сотні плеєрів Realtek 1073.
На початку 2011 року Realtek випустила серію 1xx5, включаючи 1055 і 1185. Це наступники серії 1073. Всі три чіпи працювали на частоті 500 МГц, що забезпечило невеликий приріст продуктивності. В іншому, чіпи пропонували таку ж всебічну підтримку форматів, як і попереднє покоління. Всі чіпи працювали з одним і тим же Realtek SDK4 Casablanca, який пропонував покращений користувацький досвід (естетично, додавав індексацію медіа, мініатюри…) порівняно зі стандартним SDK. Як і в пізнішій версії чіпсету 1xx8, в 1xx5 підтримується повне 7.1 HD-аудіо зведення та наскрізний пропуск.
На початку жовтня 2011 року Realtek випустила наступне покоління своїх чіпсетів, 1xx6 серії 1186. Вони працювали на частоті 750 МГц, підтримували HDMI 1.4, 3D, в тому числі 3D ISO, а також мали можливість подвійного завантаження в Android. Основні плеєри 1186 включають серію Mede8er X3D (MED1000X3D, MED800X3D, MED600X3D), Xtreamer Prodigy 3D та HiMedia 900B.

## Порушення безпеки
Згідно з комплексним аналізом, опублікованим компанією Symantec у 2011 році щодо вірусу Stuxnet, цифровий сертифікат Realtek для Windows був скомпрометований, що дозволило зловмисникам цифрово підписувати шкідливі драйвери без сповіщення користувачів. Потім сертифікат був відкликаний Verisign: «Зловмисникам потрібно було отримати цифрові сертифікати від когось, хто міг фізично проникнути в приміщення двох компаній (Realtek і JMicron) і вкрасти їх, оскільки дві компанії знаходяться в безпосередній фізичній близькості» — йдеться у звіті.

## Виноски
1. ↑  Для чіпсетів Realtek остання цифра в назві вказує на покоління чіпсету. Таким чином, всі чіпи, що закінчуються на "3", належать до покоління 1xx3 (2009), а всі, що закінчуються на "5", - до покоління 1xx5 (2011).